# Miami Avenue
Miami Avenue es una arteria norte-sur de 27,0 km de longitud que atraviesa los barrios de Coconut Grove, Brickell, Downtown y Midtown de Miami (Florida, Estados Unidos). Es el eje que divide todas las calles del plano hipodámico de Miami y el condado de Miami-Dade en calles este y oeste (el eje de división norte-sur es Flagler Street).

## Descripción de la ruta

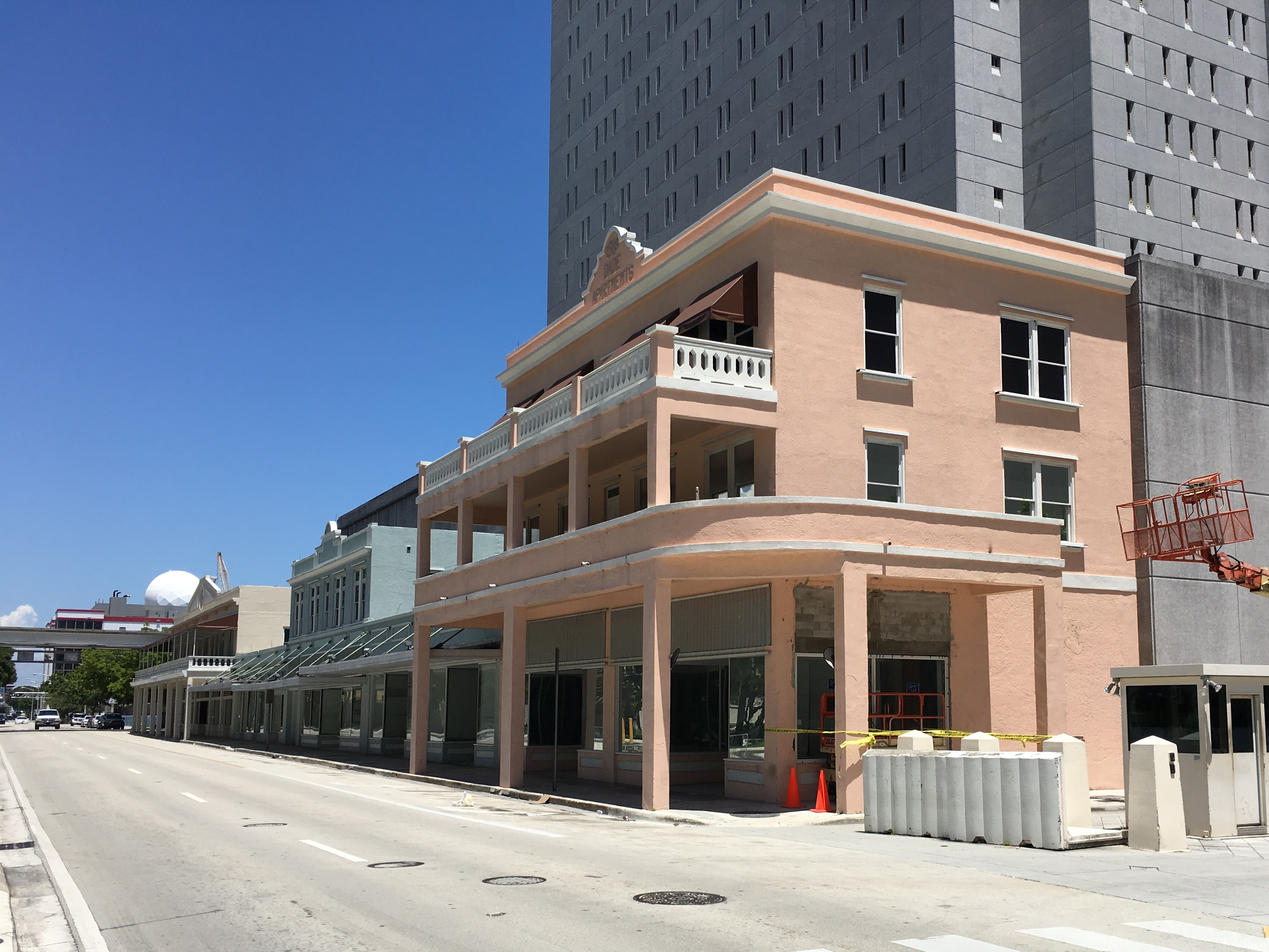
El Chaille Block (401-447 North Miami Avenue), significativo por ser la única manzana comercial de la década de 1910 que se conserva intacta en Downtown Miami.

El término sur de la Miami Avenue está en el barrio de Coconut Grove de Miami, en el inicio del South Bayshore Drive, en su intersección con Alatka Street/Mercy Way, delante del Mercy Hospital. Es una calle de sentido único hacia el norte desde la South 15th Road hasta la South 4th Street, y de sentido único hacia el sur desde la North 17th Street hasta el río Miami, donde se bifurca la South First Avenue. En el cruce con Flagler Street, el eje de división norte-sur del sistema de numeración de calles de Miami, que se extiende desde el distrito financiero de Downtown Miami hasta el oeste del condado de Miami-Dade, la South Miami Avenue pasa a denominarse North Miami Avenue. Al norte de la North 17th Street es de doble sentido y continúa hacia el norte por la ciudad de Miami hasta que, pasada la North 85th Street, cruza el Little River Canal y entra en el pueblo de El Portal.
La Miami Avenue sigue hacia el norte por El Portal durante una corta distancia hasta que cruza la North 90th Street y entra en el pueblo de Miami Shores. Continúa hacia el norte por Miami Shores hasta que cruza la North 115th Street y entra en un área no incorporada del condado de Miami-Dade. Sigue hacia el norte por el condado de Miami-Dade hasta que cruza la North 167th Street y entra en la ciudad de North Miami Beach, donde continúa hacia el norte durante una corta distancia hasta llegar a la North 173rd Street, cerca del Golden Glades Interchange.
Tras esta interrupción, la calle sigue al norte desde Miami Gardens Drive (SR 860) hasta Ives Dairy Road (County Road 854).

### Brickell
En Brickell, Miami Avenue es la avenida principal de restauración y vida nocturna del barrio, con muchos bares y restaurantes, incluido el demolido Tobacco Road.
En 2022, los comisionados del condado de Miami-Dade y el Ayuntamiento de Miami designaron un tramo de South Miami Avenue (desde la Southeast 15th Road hasta la Southeast 13th Street) como Alicia Cervera Way, en homenaje a la empresaria y agente inmobiliaria peruana-estadounidense.

## Intersecciones principales[1]
| condado | Ubicación                                           | Milla | Destinos                                                | Notas                         |
| --- | --------------------------------------------------- | ----- | ------------------------------------------------------- | ----------------------------- |
| Miami-Dade | Miami                                               | 0.0   | Mercy Way                                               |                               |
| Miami-Dade | Miami                                               | 0.8   | US 1                                                    |                               |
| Miami-Dade | Miami                                               | 2.3   | US 41 (Tamiami Trail/South 8th Street/SR 90)            |                               |
| Miami-Dade | Miami                                               | 2.7   | Downtown Distributor (SR 970)                           |                               |
| Miami-Dade | Miami                                               | 2.9   | SR 968 (Flagler Street)                                 | Centro de Miami.              |
| Miami-Dade | Miami                                               | 5.4   | US 27 (North 36th Street)                               |                               |
| Miami-Dade | Miami                                               | 5.5   | I 195 (Julia Tuttle Causeway)                           | Salida 2A de la I-195.        |
| Miami-Dade | Miami                                               | 6.4   | SR 944 (North 54th Street)                              |                               |
| Miami-Dade | Miami                                               | 8.0   | SR 934 (North 79th Street)                              |                               |
| Miami-Dade | Miami Shores                                        | 9.5   | SR 932 (North 103rd Street)                             |                               |
| Miami-Dade | Área no incorporada                                 | 10.5  | SR 924 (Gratigny Road/North 119th Street)               |                               |
| Miami-Dade | North Miami                                         | 10.9  | SR 922 (North 125th Street)                             |                               |
| Miami-Dade | North Miami                                         | 11.5  | SR 916 (North 135th Street)                             |                               |
| Miami-Dade | North Miami Beach                                   | 13.5  | SR 826 (North 167th Street/North Miami Beach Boulevard) | Hacia la Palmetto Expressway. |
| Miami-Dade | North Miami Beach                                   | 13.9  | North 173rd Street                                      |                               |
| Miami-Dade | Golden Glades Interchange, interrupción en la ruta. |       |                                                         |                               |
| Miami-Dade | Miami Gardens                                       | 0.0   | SR 860 (Miami Gardens Drive/North 183rd Street)         |                               |
| Miami-Dade | Miami Gardens                                       | 1.0   | Ives Dairy Road/North 199th Street                      | Antigua SR 854.               |
| 1.000 mi = 1.609 km; 1.000 km = 0.621 mi Cerrada/Antigua • Terminal concurrente • Acceso incompleto • Propuesta/Sin abrir |                                                     |       |                                                         |                               |